# Semaeopus erastus
Semaeopus erastus là một loài bướm đêm trong họ Geometridae.